# Баранникова, Анастасия Анатольевна
Анастасия Анатольевна Баранникова (до замужества Гладышева) (род. 27 ноября 1987 года) — российская прыгунья с трамплина.

## Карьера
Анастасия Гладышева живёт и тренируется в Перми в спортивном клубе «Летающий лыжник».
Она дебютировала в женском Континентальном Кубке 8 августа 2009 года в немецком Бишофсгрюне. Её лучшим результатом на этапах этого Кубка является 16-е место 29 ноября 2011 года.
По итогам первого в истории женского Кубка Мира в сезоне 2011/12 Анастасия заняла 49-е место.
Серебряный призёр Открытого чемпионата России по прыжкам на лыжах с трамплина 2013.
Бронзовый призёр чемпионата России по прыжкам на лыжах с трамплина 2014 года.
Бронзовый призёр Универсиады 2015 года.